# Sean Parnell
Sean Parnell (ur. 19 listopada 1962 w Hanford) – amerykański polityk, członek Partii Republikańskiej. Od 26 lipca 2009 do 1 grudnia 2014 pełnił urząd gubernatora Alaski. 
Urodził się w Kalifornii, choć jego ojciec Pat Parnell był znanym na Alasce przedsiębiorcą w branży drukarskiej oraz politykiem szczebla stanowego. Ukończył studia prawnicze na Pacific Lutheran University i University of Puget Sound. Rozpoczął karierę polityczną w 1992 roku, kiedy to został wybrany do Izby Reprezentantów Alaski, gdzie spędził dwie dwuletnie kadencje. Następnie zasiadał w Senacie Alaski, skąd odszedł w roku 2000, aby podjąć pracę dla koncernu naftowego ConocoPhillips, gdzie kierował działem odpowiedzialnym za kontakty z władzami Alaski. Następnie przeszedł do firmy lobbyingowej, również działającej głównie w branży naftowej i energetycznej. 
W 2006 powrócił do polityki jako kandydat na zastępcę gubernatora u boku Sary Palin. Tandem odniósł sukces w wyborach i rozpoczął urzędowanie w grudniu 2006 roku. Kiedy w lipcu 2009 Palin złożyła rezygnację, z mocy prawa Parnell automatycznie został nowym gubernatorem na czas pozostały do końca kadencji. W listopadzie 2010 uzyskał wybór na pierwszą pełną, własną kadencję. W wyborach w 2014 roku został dość niespodziewanie pokonany przez Billa Walkera - byłego Republikanina, który startował jako kandydat niezależny.